# Beatrice Sutter-Kottlar
Beatrice Sutter-Kottlar, geborene Beatrice Lauer-Kottlar (* 6. Jänner 1883 Czernowitz, Österreich-Ungarn; † 15. März 1935 in Liel in Baden) war eine österreichische Opernsängerin (Sopran) und Gesangslehrerin.

## Leben
Beatrice Lauer-Kottlar gab ihr Bühnendebüt 1907 am Stadttheater Straßburg, wo sie bis 1910 blieb. Sie trat in Straßburg u. a. in der Rolle der Santuzza in Cavalleria rusticana von Pietro Mascagni auf. Von 1910 bis 1917 war sie am Hoftheater Karlsruhe, danach am Opernhaus Frankfurt engagiert. Seit den 1920er Jahren war Sutter-Kottlar Gesangslehrerin an Dr. Hoch’s Konservatorium in Frankfurt. In Frankfurt trat sie zunächst unter ihrem Geburtsnamen Beatrice Lauer-Kottlar auf. 1924 heiratete sie Otto Ernst Sutter und führte danach den Namen Sutter-Kottlar.
In ihrer Frankfurter Zeit galt sie als eine der bedeutendsten lyrisch-dramatischen Sopranistinnen im deutschen Sprachraum.
Beatrice Sutter-Kottlar hat sich stark für die zeitgenössische Musik eingesetzt. So sang sie in Frankfurt die Titelrolle in Jenufa von Leoš Janáček. Beim Musikfest des Allgemeinen Deutschen Musikvereins in Frankfurt trug sie bereits 1924, also ein Jahr vor der Uraufführung, drei Szenen aus Alban Bergs Oper Wozzeck vor. Diese Aufführung wurde von Hermann Scherchen geleitet.
Sie gab zahlreiche Gastspiele, unter anderem an folgenden Opernhäusern:
- Hofoperntheater, Wien (1908, 1912)
- Hofoper Unter den Linden, Berlin (1909)
- Hofoper, München (1911)
- Teatro Colón, Buenos Aires (1928 in der Rolle der Isolde, von Brünnhilde und der Marschallin)
- Covent Garden Opera, London (1928)
- Gran Teatre del Liceu, Barcelona (1928)

1932 musste sie ihr Engagement an der Frankfurter Oper aus gesundheitlichen Gründen aufgeben. Nach ihrer Heirat mit Otto Ernst Sutter kaufte sie 1924 Schloss Liel im Südschwarzwald, in dem beide wohnten. Sie starb 1935 unter ungeklärten Umständen, wobei die Tatsache, dass sie nach den nationalsozialistischen Rassegesetzen als „Halbjüdin“ galt, zu Spekulationen Anlass gab. Otto Ernst Sutter hat als Erinnerung an sie Ende der 1930er Jahre im Naturschutzgebiet Auf der Eckt oberhalb des Eggenertals ein Holzkreuz aufstellen lassen, das heute bei Wanderern als Sutterkreuz bekannt und ein beliebtes Ausflugsziel ist.

## Repertoire
Beatrice Sutter-Kottlar hatte ein sehr umfangreiches Repertoire. Unter anderem sang sie folgende Partien
- Gräfin in Figaros Hochzeit, Donna Anna im Don Giovanni von Wolfgang Amadeus Mozart
- Leonore im Fidelio von Ludwig van Beethoven
- Alceste in Alceste von Christoph Willibald Gluck
- Rachel in La Juive von Fromental Halévy
- Selika in L’Africaine von Giacomo Meyerbeer
- Amelia in Ein Maskenball sowie Aida in Aida von Giuseppe Verdi
- Senta im Fliegenden Holländer, Isolde in Tristan und Isolde, Brünnhilde im Ring des Nibelungen von Richard Wagner
- Marschallin im Rosenkavalier von Richard Strauss
- Hevah in Die ersten Menschen von Rudi Stephan in der Uraufführung 1920